# Tombaugh 4
Tombaugh 4 – gromada otwarta znajdująca się w gwiazdozbiorze Kasjopei. Gromada ta została opisana i skatalogowana przez Clyde’a Tombaugha w 1941 roku. Jest to jedna z pięciu odkrytych przez niego gromad.